# Џеноа (Илиноис)
Џеноа (енгл. Genoa) град је у америчкој савезној држави Илиноис. По попису становништва из 2010. у њему је живело 5.193 становника.

## Демографија
Према попису становништва из 2010. у граду је живело 5.193 становника, што је 1.024 (24,6%) становника више него 2000. године.
| Група             | 2000.         | 2010.         |
| Белци             | 3.673 (88,1%) | 4.289 (82,6%) |
| Афроамериканци    | 6 (0,1%)      | 42 (0,8%)     |
| Азијати           | 12 (0,3%)     | 24 (0,5%)     |
| Хиспаноамериканци | 444 (10,7%)   | 784 (15,1%)   |
| Укупно            | 4.169         | 5.193         |